# Adam Zvonař
Adam Zvonař (* 12. listopadu 1989 Plzeň) je český tanečník, první sólista baletu Národního divadla v Praze.

## Životopis
Od jedenácti let studoval Taneční konzervatoř v Praze. Od roku 2009 se stal členem souboru Baletu Národního divadla, v roce 2011 byl jmenován demisólistou a v roce 2012 sólistou. Tančil klasické velké role jako princ Siegfried v Labutím jezeře, princ Désiré v Šípkové Růžence. Mezi lety 2013–2017 byl demisólistou v mnichovském Bayerische Staatsballett. V roce 2018 se vrátil do Baletu Národního divadla a týž rok byl jmenován prvním sólistou. Po ukončení taneční kariéry Michala Štípy se stal jedním z tanečních partnerů Nikoly Márové. 